# Le Duc Tho
Gre za vietnamsko ime; priimek te osebe je Lê, po vietnamskih običajih pa se jo naziva z osebnim imenom Thọ.
Lê Đức Thọ, vietnamski politik, vojak, diplomat, * 14. oktober 1911, † 13. oktober 1990, Hanoi, Vietnam.
Podelili so mu Nobelovo nagrado za mir skupaj z državnim sekretarjem ZDA Henryem Kissingerjem leta 1973, a je zavrnil nagrado.
Thọ leta 1930 pomaga pri ustanovitvi Indokitajske komunistične partije. Francoske kolonijalne oblasti so za zaprle od leta 1930 do 1936 in nato spet v obdobju 1939-1944. Po izpustitvi leta 1945 prične z Vietnamskim gibanjem za osamosvojitev izpod kolonizatorjev, predvsem izpod Francozov, proces se zaključi z Ženevsko pogodbo leta 1954. V tem obdobju je pomemben partijski funkcionar  antikolonističnega komiteja Južnega Vietnama (gre za Kočinčino, tedaj nekdanje kraljestvo, ki vsebuje tudi Sajgon, sedaj Hošiminh) leta 1948, leta 1955 pa se pridruži predhodnici Vietnamske komunistične partije pri uporu, ki se prične z letom 1956. Leta 1963 Tho podpira čistke v stranki.
Od leta 1978 do 1982 je Thọ svetovalec za Hanoj glede zapletenih mednarodnih dogodkov na Indokitajskem polotoku še posebej na področju Kampučije oziroma kasneje po padcu Rdečih kmerov, Kambodže.
Bil je stalni član Centralnega komiteja sekretariata vietnamske partije od leta 1982 do leta 1986 in je kasneje postal svetovalec partiji in centralnem komiteju.

## Pariški mirovni dogovor
Združene države Amerike so se aktivno pridružile Vietnamski vojni v začetku 1960tih let. Več pomiritvenih srečanj pariških mirovnih posvetov se zgodi med letoma 1969 in 1973. Medtem ko Xuân Thuỷ vodi uradno pogajalsko ekipo, ki predstavlja Demokratično republiko Vietnam v pogovorih v Parizu, Thọ in ameriški svetovalec za nacionalno varnost Henry Kissinger od februarja 1970 skrivoma vodita pogajanja, ki vodijo do prenehanja napadov in Pariški mirovni dogovor, ki nastane 23. januarja 1973. Dogovor je vključeval nadaljevanje ameriške pomoči južnemu Vietnamu, oddajo ameriških vojnih ujetnikov v 80tih dneh po prenehanju spopadov, nadzor nad ozemljem in vojnimi kapacitetami obeh strani opravi Mednarodna komisija za nadzor, sestavljena iz različnih držav, na področju Južnega Vietnama se izvedejo svobodne in demokratične volitve, vojaki Severnega Vietnama pa so lahko ostali v Južnem Vietnamu.
Medtem ko je 23. januar na splošno priznan kot dan miru, so se pogajanja nadaljevala, pa tudi incidenti. Zaradi še naprej prisotnih domnevnih kršitev premirja, bombnih napadov itn. se Kissinger in Thọ srečata v Parizu maja in junija 1973 za vračanje miru. 13. junija 1973 ZDA in Severni Vietnam podpišeta skupno izjavo (communique) z obljubo za medsebojno podporo pri polnem izvajanju Pariškega mirovnega dogovora.

## Nobelova nagrada za mir
Thọ in Henry Kissinger sta bila skupaj razglašena za dobitnika Nobelove nagrade za mir leta 1973, a jo je Tho zavrnil, saj mir ni bil dorečen, oziroma je utrjeval kršitve s strani ZDA in južnega dela Vietnama, ki bi porušile premirje. Premirje postane dokončno leta 1975 po prevzemu celotnega Vietnama pod enotno oblastjo in enotno državo.
Premirje ne bi bilo zadnje, vojna se namreč nadaljuje do padca Sajgona leta 1975, Severni Vietnam namreč dokončno osvoji Južni Vietnam.